# لانگ واری، ویکتوریا
لانگ واری (به انگلیسی: Longwarry) یک منطقهٔ مسکونی در استرالیا است که در ویکتوریا (استرالیا) واقع شده‌است.